# Everyday (High School Musical)
Pour les articles homonymes, voir Everyday.
Pistes de High School Musical 2
Bet On It All For One
Everyday est une chanson issue du téléfilm High School Musical 2 et publiée le 24 septembre 2007 aux États-Unis. La chanson est interprétée par Troy Bolton et Gabriella Montez, personnages interprétés par Zac Efron et Vanessa Hudgens, ainsi que par le chœur des autres personnages.

## Place dans le téléfilm
Lorsque Kelsi lui apprend que les employés n'ont pas le droit de participer au concours (c'est-à-dire les Wildcats), Troy Bolton comprend à quel point Sharpay a été manipulatrice et exprime sa colère dans "Bet on it". Enfin, il explique à celle-ci qu'il ne veut pas chanter avec elle, rétablissant le contact avec ses amis. Mais c'est Ryan qui l'incite tout de même à chanter avec sa sœur lors de la soirée du concours et en profite pour lui faire apprendre une nouvelle chanson "Everyday". Troy ne comprend rien et lorsqu'il s'avance sur la scène et commence à chanter, il entend Gabriella lui répondre. Celle-ci se glisse parmi les convives et finis par le rejoindre. Tous les deux s'en donnent à cœur joie, ravis de se retrouver : c'est Ryan qui a incité la jeune fille à revenir pour chanter avec Troy voyant que celui-ci était perturbé par son départ.